# Kore kurai no sayonara
Kore kurai no sayonara (jap. これくらいのサヨナラ) – singel południowokoreańskiej grupy Secret, wydany 29 lutego 2012 roku w Japonii. Osiągnął 17 pozycję na liście Oricon i pozostał na niej przez 3 tygodnie, sprzedał się w nakładzie 9656 egzemplarzy.
Kore kurai no sayonara jest trzecim japońskim singlem wydanym przez zespół. Secret rozpoczęły swoją pierwszą trasę promocyjną w Japonii zatytułowaną Secret 1st Japan Tour, która odbyła się w marcu 2012 r. w celu promocji singla.

## Lista utworów

### Edycja regularna
| Nr | Tytuł                                                | Słowa                                       | Kompozycja                 | Aranżacja                 | Czas |
| -- | ---------------------------------------------------- | ------------------------------------------- | -------------------------- | ------------------------- | ---- |
| 1. | "Kore kurai no sayonara" (jap. これくらいのサヨナラ) | Junji Ishiwatari, Lim Sang-hyuk, Jeon Da-un | Lim Sang-hyuk, Jeon Da-un  | Lim Sang-hyuk, Jeon Da-un | 3:42 |
| 2. | "Koi wa Long Run" (jap. 恋はロング・ラン)            | Junji Ishiwatari                            | JUNKOO, Mary, Shinji Moroi | Shinji Moroi              | 3:15 |
| 3. | "COLOR OF LOVE"                                      | Junji Ishiwatari, NACO                      | NACO                       |                           | 4:01 |

### Edycja limitowana A
Edycja zawierała, oprócz płyty CD, dodatkowo DVD.
| Nr | Tytuł                                                              | Czas |
| -- | ------------------------------------------------------------------ | ---- |
| 1. | "Kore kurai no sayonara" (jap. これくらいのサヨナラ) (Music video) |      |
| 2. | "Krótki wywiad"                                                    |      |

### Edycja limitowana B
Edycja zawierała, oprócz płyty CD, dodatkowo DVD.
| Nr | Tytuł                                                                          | Czas |
| -- | ------------------------------------------------------------------------------ | ---- |
| 1. | "Kore kurai no sayonara" (jap. これくらいのサヨナラ) (Music video - Making of) |      |

## Twórcy i personel
Opracowano na podstawie wkładki muzycznej płyty CD:
- Kim Tae-sung – producent wykonawczy, współproducent
- Song Ji-eun – wokal
- Han Sun-hwa – wokal
- Jeon Hyo-sung – wokal
- Jung Ha-na – wokal
- Im Sang-hyuk – współproducent, kompozycja (Kore kurai no sayonara)
- Jeon Da-un – współproducent, kompozycja (Kore kurai no sayonara)
- Junji Ishiwatari – słowa (Kore kurai no sayonara)

## Notowania
| Lista                       | Pozycja |
| --------------------------- | ------- |
| Oricon Daily Singles Chart  | 14      |
| Oricon Weekly Singles Chart | 17      |
| Billboard Japan Hot 100     | 55      |